# Gyula Peidl

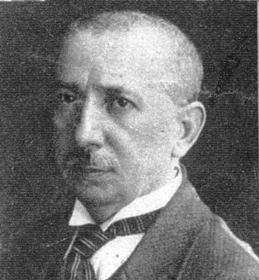
Gyula Peidl

Gyula Peidl (* 4. April 1873, Ravazd, Komitat Győr; † 22. Januar 1943, Budapest) war ein ungarischer Gewerkschaftsführer und sozialistischer Politiker der kurze Zeit als letzter Ministerpräsident und Staatsoberhaupt der Föderativen Ungarischen Sozialistischen Räterepublik im Jahr 1919 amtierte.
Während seiner sechstägigen Regierungszeit, versuchte er den Schaden, den die Kommunisten in ihrer Regierungszeit anrichteten, zu beseitigen. Als rumänische Truppen im Ungarisch-Rumänischen Krieg nach Budapest vorrückten, begann er, die unbeliebten Beschlüsse der Kommunisten für nichtig zu erklären und aufzuheben. Außerdem gab er privates Eigentum an die ursprünglichen Besitzer zurück, schloss das Revolutionstribunal und löste die Rote Garde auf.
Am 6. August 1919 wurde seine Regierung bei einem bewaffneten Putsch rechter Kräfte abgesetzt. Peidl flüchtete nach Österreich ins Exil. 1921 kehrte er nach Ungarn zurück und setzte seine politischen und gewerkschaftlichen Aktivitäten fort. In den Jahren 1922 bis 1931 war er der Vorsitzende der Sozialdemokratischen Partei Ungarns (Magyarországi Szociáldemokrata Párt) im Ungarischen Parlament.
Peidl starb 1943 in Ungarn.